# Jean-Mickaël Raymond
Jean-Mickaël Raymond (* 29. August 1986 in Saint-Pierre, Réunion) ist ein ehemaliger französischer Boxer und Teilnehmer der Olympischen Spiele 2008 im Mittelgewicht.

## Erfolge
Jean-Mickaël Raymond gewann 2007 die Goldmedaille bei den Indian Ocean Island Games in Madagaskar und eine Bronzemedaille bei den EU-Meisterschaften in Irland. Nach Siegen gegen Georgios Gazis und Ronald Gavril, war er im Halbfinale gegen James DeGale ausgeschieden. Bei den Weltmeisterschaften 2007 in den USA schlug er in der Vorrunde Marco Peribán und verlor anschließend gegen Konstantin Buga.
Bei der europäischen Olympiaqualifikation 2008 in Griechenland erkämpfte er sich mit Siegen gegen Georgi Nakani, Peter Müllenberg und Georgios Gazis einen Startplatz bei den Olympischen Spielen 2008 in Peking. Dort schied er in der Vorrunde gegen Elshod Rasulov aus.
2009 gewann er noch die Spiele der Frankophonie im Libanon.